# Толмач, Андрей Валерьевич
Андре́й Вале́рьевич То́лмач (бел. Андрэй Валер'евіч Толмач; род. 9 июля 1979, Хойники, Гомельская область) — белорусский футболист, выступавший на позиции нападающего, тренер. Генеральный директор минского «Динамо».

## Биография

### Игровая карьера
Воспитанник СДЮШОР «Динамо». Футбольную карьеру начал в клубе «Атака», вместе с которой выступал в Высшей лиге. Также принимал участие за резервную команду в Третьей Лиге. В 1998 году футболист выступал в слонимском «Коммунальнике». В 1999 году перешёл в минское «Динамо-Юни», вместе с которым в этом же году стал бронзовым призёром Первой лиги. Затем выступал за такие клубы как «Звезда-ВА-БГУ» и МТЗ-РИПО. В 2002 году из-за множества травм футболист завершил профессиональную карьеру.
Под конец профессиональной карьеры футболист параллельно обучался в Белорусском государственном университете физической культуры, где позже в определённый период преподавал на кафедре «футбола и хоккея», и Белорусском институте правоведения. Также, получив юридическое образование, на протяжении 10 лет работал в белорусской прокуратуре.

### Тренерская карьера
В 2004 году начал тренерскую карьеру, став ассистентом главного тренера в лице Юрия Поклада в мини-футбольной клубе «БГУФК-Моноракурс». В сезоне 2010/2011 с середины первого круга работал главным тренером несвижского «Вераса». В 2011 году присоединился к тренерскому штабу «Витэна», вместе с которым становился чемпионом Высшей лиги, дважды брал серебряные медали и столько же раз выходил в финал Кубка Беларуси.
В июне 2016 года возглавил минский мини-футбольный клуб «Столица». В ноябре 2016 года также возглавил национальную сборную Беларуси по мини-футболу, в которой до этого входил в тренерский штаб в роли ассистента. В сезонах 2016/2017 и 2018/2019 вместе с клубом становился победителем Высшей лиги. Также становился финалистом Кубка Беларуси.

### Футбольная деятельность
В мае 2019 года появилась информация, что тренер сменит свою деятельность и станет генеральным директором минского футбольного клуба «Динамо». Вскоре в пресс-службе «Столицы» Андрей Толмач сообщил, что утверждён на пост генерального директора. Спустя несколько дней официально вступил в должность, после чего покинул пост главного тренера в «Столице» и в сборной Беларуси по мини-футболу. В июне 2025 года Толмач стал одним из кандидатов на пост председателя Белорусской федерации футбола. В июле 2025 года снял свою кандидатуру на пост председателя в пользу Евгения Булойчика.

## Достижения
Клубные
«Динамо-Юни»
- Бронзовый призёр Первой лиги: 1999

Тренер
«Столица»
- Чемпион Беларуси (2): 2016/17, 2018/19

## Семья
Отец Валерий Лаврентьевич Толмач (1949—2020) — заместитель начальника отдела анализа практики прокурорского надзора Генеральной прокуратуры Республики Беларусь .